# Go Fighting!
Go, Fighting! (Chino simplificado: 极限挑战, pinyin: Jíxiàn Tiǎozhàn), es un espectáculo de variedades y juegos de China transmitido desde el 15 de junio de 2015 hasta ahora a través de SMG: Dragon Television.
En abril de 2020 se anunció que el programa había sido renovado para una sexta temporada, la cual fue estrenada el 10 de mayo del mismo año.

## Formato
El programa es clasificado como un programa de juegos, variedades y realidad, donde los presentadores e invitados completan misiones para lograr alcanzar el objetivo. Usualmente en cada episodio, se presenta un tema o historia general. Cada episodio también tiene una variedad de desafíos y las instrucciones dadas a los participantes no siempre son estrictas, por lo que se dan momentos sin guion.
Las frases claves del programa son "This Is Fate" (这就是命) y "This Is Love" (这就是爱), las cuales corresponden a una acción que asemeja al carácter chino "命" (Fate).

## Miembros

### Miembros actuales
| Artista      | Edad    | Ocupación         | Apodos                                                                                                | Temporadas                               |
| ------------ | ------- | ----------------- | --- | ---------------------------------------- |
| Wang Xun     | 50 años | Actor / Guionista | Talented King Cherub Stingy Xun Little Tailor Little Salty Meat Squirrel Xun Second Idiot Toothy Wang | 1 – presente (principal)                 |
| Yue Yunpeng  | 39 años | Actor             | | 5 – presente (principal) 2.01 (invitado) |
| Lei Jiayin   | 41 años | Actor             | | 5 – presente (principal)                 |
| Jia Nailiang | 40 años | Actor             | | 5.04-5.05, 5.07-5.08, 5.11-5.12          |
| Deng Lun     | 32 años | Actor             | | 6 – presente                             |
| Guo Jingfei  | 45 años | Actor             | | 6 – presente                             |
| Justin Huang | 23 años | Cantante          | | 7 – presente                             |

### Antiguos miembros
Sun Honglei y Huang Bo no pudieron regresar para la quinta temporada debido a problemas con sus agendas debido a otros trabajos programados.
| Artista            | Edad    | Ocupación                      | Apodos | Episodios | Temporadas                                           |
| ------------------ | ------- | ------------------------------ | --- | --------- | ---------------------------------------------------- |
| Zhang Yixing (Lay) | 33 años | Cantante / Presentador         | Naive King Little Lamb Fresh Meat Sheep Xing Changsha Crazy-hoofed Sheep Old Sheep Third Idiot Genius Sheep Little Fox Innocent Zhang | -         | 1 – 6 (principal)                                    |
| Dilraba Dilmurat   | 32 años | Actriz / Presentadora          | - | -         | 5-6 (principal)                                      |
| Show Luo           | 45 años | Cantante / Actor / Presentador | Dance King Little Pig Flower Girl Pigeon/Song King Fourth Idiot Third Genius Promotor Pink Piggy Zhu Bishi                            | -         | 1 – 5 (principal)                                    |
| Huang Lei          | 53 años | Actor / Cantante               | Gourmet King Old Fox Teacher Divine Mathematician Strategist Commander Fortune Teller Big Genius Intelligent Huang                    | -         | 1 – 4 (principal) 5 (invitado)                       |
| Sun Honglei        | 48      | Actor                          | Handsome King Big Brother Big Idiot Three-year-old Sun Grandma Wolf Pretty Sun                                                        | 48        | 1 – 4 (principal) 5.01, 5.06 (video) 5.08 (invitado) |
| Huang Bo           | 44      | Actor                          | Acting King National Bad Uncle Qingdao Lady Second Genius Mister Huang                                                                | 48        | 1 – 4 (principal) 5.12 (aparición especial)          |

### Artistas invitados
| Nombre                 | Ocupación                | N.º de episodios | Episodio(s) donde apareció | Duración         |
| ---------------------- | ------------------------ | ---------------- | -------------------------- | ---------------- |
| Li Xian                | Actor                    | 1                | -                          | 2021             |
| Xin Zhilei             | Actriz                   | 1                | 7                          | 2021             |
| Gong Jun               | Actor                    | 1                | -                          | 2021             |
| Henry Lau              | Cantante                 | 2                | 5.11-5.12                  | 2019             |
| C.T.O (Create Top One) | Grupo Musical            | 2                | 5.10, 5.12                 | 2019             |
| Hua Chenyu             | Cantautor                | 1                | 5.12                       | 2019             |
| Wowkie Zhang           | Cantante                 | 1                | 5.12                       | 2019             |
| Ouyang Nana            | Actriz                   | 1                | 5.12                       | 2019             |
| Leon Zhang             | Actor                    | 1                | 5.11                       | 2019             |
| Zhang Yunlei           | -                        | 1                | 5.07                       | 2019             |
| Dong Chengpeng         | Actor                    | 1                | 5.05                       | 2019             |
| Song Xiaobao           | Comediante               | 3                | 2.01, 3.09, 5.02           | 2016, 2017, 2019 |
| Guo Degang             | Comediante               | 1                | 5.02                       | 2019             |
| Lin Chi-ling           | Actriz                   | 3                | 2.04, 3.05, 3.06           | 2016, 2017       |
| Yu Hewei (于和伟)      | Actor                    | 2                | 4.11, 4.12                 | 2018             |
| Sha Yi (沙溢)          | Actor                    | 2                | 3.02, 3.09                 | 2017             |
| Wang Luodan            | Actriz                   | 2                | 3.05, 3.06                 | 2017             |
| Yao Chen               | Actriz                   | 2                | 3.05, 3.06                 | 2017             |
| Jiang Yiyan            | Actriz                   | 2                | 3.05, 3.06                 | 2017             |
| Zhang Xinyi            | Actriz                   | 2                | 3.05, 3.06                 | 2017             |
| Darren Wang            | Actor                    | 2                | 2.10, 3.02                 | 2016, 2017       |
| Guo Tao                | Actor                    | 2                | 1.05, 3.09                 | 2015, 2017       |
| JJ Lin                 | Cantante                 | 2                | 2.12 + concierto           | 2016             |
| Harlem Yu              | Cantante                 | 2                | 2.12 + concierto           | 2016             |
| Phoenix Legend         | Músicos                  | 2                | 2.12 + concierto           | 2016             |
| Jolin Tsai             | Cantante                 | 2                | 1.05 + concierto           | 2015, 2016       |
| Han Xue                | Cantante                 | 1                | 3.12                       | 2017             |
| Liu Hua                | Actor                    | 1                | 3.11                       | 2017             |
| Li Liqun (李立群)      | -                        | 1                | 3.11                       | 2017             |
| Jackson Wang           | Rapero / Miembro de GOT7 | 1                | 3.09                       | 2017             |
| Xia Yu                 | Actor                    | 1                | 3.07                       | 2017             |
| Lin Gengxin            | Actor                    | 1                | 3.04                       | 2017             |
| Wang Zijian (王自健)   | Actor                    | 1                | 3.04                       | 2017             |
| Eric Tsang             | Actor                    | 1                | 3.03                       | 2017             |
| Bosco Wong             | Actor                    | 1                | 3.03                       | 2017             |
| Elvis Tsui             | Actor                    | 1                | 3.03                       | 2017             |
| Kingdom Yuen           | Actriz                   | 1                | 3.03                       | 2017             |
| Ronald Cheng           | Actor                    | 1                | 3.03                       | 2017             |
| Xie Na                 | Presentadora             | 1                | 2.10                       | 2016             |
| Jiang Jinfu            | Actor                    | 1                | 2.10                       | 2016             |
| Joker Xue              | Cantautor                | 1                | 2.01                       | 2016             |
| Yue Yunpeng            | Actor                    | 1                | 2.01                       | 2016             |
| Xu Zheng               | Actor                    | 1                | 1.10                       | 2015             |
| Chen Bolin             | Actor                    | 1                | 1.08                       | 2015             |
| Zhou Dongyu            | Actriz                   | 1                | 1.07                       | 2015             |
| Joe Chen               | Actriz                   | 1                | 1.03                       | 2015             |

## Episodios
El programa hasta ahora ha emitido 5 temporadas y 50 episodios.
- La primera temporada del programa fue emitida del 14 de junio de 2015 al 20 de septiembre de 2015 contando con 12 episodios.[3]
- La segunda temporada del programa estuvo conformada por 12 episodios, los cuales fueron transmitidos del 17 de abril de 2016 al 3 de julio del mismo año.[4]
- La tercera temporada fue transmitida del 9 de julio de 2017 al 17 de noviembre de 2017 con 12 episodios.[5]
- La cuarta temporada contó con 12 episodios los cuales fueron emitidos de 29 de abril de 2018 al 15 de julio del mismo año.[6]
- La quinta temporada fue estrenada el 12 de mayo de 2019 y se emite actualmente.[7][8]

### Índices de audiencia
Los datos son determinados por CSM y las calificaciones no incluyen los datos de la Televisión Central de China (inglés: "China Central Television (CCTV)").
| Calificaciones de estreno de China Dragon Television (CSM50) | Calificaciones de estreno de China Dragon Television (CSM50) | Calificaciones de estreno de China Dragon Television (CSM50) | Calificaciones de estreno de China Dragon Television (CSM50) | Calificaciones de estreno de China Dragon Television (CSM50) | Calificaciones de estreno de China Dragon Television (CSM50) |
| No.                                                          | Código                                                       | Fecha de emisión                                             | Índice de audiencia                                          | Compartido                                                   | Ranking                                                      |
| ------------------------------------------------------------ | ------------------------------------------------------------ | ------------------------------------------------------------ | ------------------------------------------------------------ | ------------------------------------------------------------ | ------------------------------------------------------------ |
| 1                                                            | 1                                                            | 14 de junio de 2015                                          | 1.191                                                        | 4.55                                                         | 2                                                            |
| 2                                                            | 2                                                            | 21 de junio de 2015                                          | 1.650                                                        | 5.26                                                         | 2                                                            |
| 3                                                            | 3                                                            | 28 de junio de 2015                                          | 1.854                                                        | 6.21                                                         | 1                                                            |
| 4                                                            | 4                                                            | 5 de julio de 2015                                           | 2.127                                                        | 6.83                                                         | 1                                                            |
| 5                                                            | 5                                                            | 12 de julio de 2015                                          | 2.379                                                        | 7.90                                                         | 1                                                            |
| 6                                                            | 6                                                            | 19 de julio de 2015                                          | 2.742                                                        | 9.24                                                         | 1                                                            |
| 7                                                            | 7                                                            | 26 de julio de 2015                                          | 2.570                                                        | 8.75                                                         | 1                                                            |
| 8                                                            | 8                                                            | 2 de agosto de 2015                                          | 2.718                                                        | 8.54                                                         | 1                                                            |
| 9                                                            | 9                                                            | 9 de agosto de 2015                                          | 2.900                                                        | 8.73                                                         | 1                                                            |
| 10                                                           | 10                                                           | 6 de septiembre de 2015                                      | 1.540                                                        | 4.73                                                         | 3                                                            |
| 11                                                           | 11                                                           | 13 de septiembre de 2015                                     | 2.026                                                        | 6.71                                                         | 1                                                            |
| 12                                                           | 12                                                           | 20 de septiembre de 2015                                     | 2.110                                                        | 6.82                                                         | 1                                                            |
|                                                              |                                                              |                                                              |                                                              |                                                              |                                                              |
| Calificaciones de estreno de China Dragon Television (CSM52) |                                                              |                                                              |                                                              |                                                              |                                                              |
| 1                                                            | 13                                                           | 17 de abril de 2016                                          | 2.076                                                        | 6.73                                                         | 1                                                            |
| 2                                                            | 14                                                           | 24 de abril de 2016                                          | 2.025                                                        | 6.42                                                         | 1                                                            |
| 3                                                            | 15                                                           | 1 de mayo de 2016                                            | 2.472                                                        | 7.74                                                         | 1                                                            |
| 4                                                            | 16                                                           | 8 de mayo de 2016                                            | 2.419                                                        | 7.69                                                         | 1                                                            |
| 5                                                            | 17                                                           | 15 de mayo de 2016                                           | 2.099                                                        | 6.60                                                         | 1                                                            |
| 6                                                            | 18                                                           | 22 de mayo de 2016                                           | 1.991                                                        | 6.34                                                         | 1                                                            |
| 7                                                            | 19                                                           | 29 de mayo de 2016                                           | 2.052                                                        | 6.60                                                         | 1                                                            |
| 8                                                            | 20                                                           | 5 de junio de 2016                                           | 2.079                                                        | 6.34                                                         | 1                                                            |
| 9                                                            | 21                                                           | 12 de junio de 2016                                          | 1.875                                                        | 6.08                                                         | 1                                                            |
| 10                                                           | 22                                                           | 19 de junio de 2016                                          | 1.862                                                        | 6.45                                                         | 2                                                            |
| 11                                                           | 23                                                           | 26 de junio de 2016                                          | 2.394                                                        | 7.81                                                         | 1                                                            |
| 12                                                           | 24                                                           | 3 de julio de 2016                                           | 2.969                                                        | 9.60                                                         | 1                                                            |
|                                                              |                                                              |                                                              |                                                              |                                                              |                                                              |
| Calificaciones de estreno de China Dragon Television (CSM50) |                                                              |                                                              |                                                              |                                                              |                                                              |
| 1                                                            | 25                                                           | 9 de julio de 2017                                           | 1.606                                                        | 7.73                                                         | 1                                                            |
| 2                                                            | 26                                                           | 16 de julio de 2017                                          | 1.587                                                        | 7.69                                                         | 2                                                            |
| 3                                                            | 27                                                           | 23 de julio de 2017                                          | 1.436                                                        | 7.12                                                         | 1                                                            |
| 4                                                            | 28                                                           | 30 de julio de 2017                                          | 1.506                                                        | 7.46                                                         | 1                                                            |
| 5                                                            | 29                                                           | 6 de agosto de 2017                                          | 1.615                                                        | 8.56                                                         | 1                                                            |
| 6                                                            | 30                                                           | 13 de agosto de 2017                                         | 1.314                                                        | 6.85                                                         | 1                                                            |
| 7                                                            | 31                                                           | 20 de agosto de 2017                                         | 1.190                                                        | 6.24                                                         | 1                                                            |
| 8                                                            | 32                                                           | 27 de agosto de 2017                                         | 1.095                                                        | 6.80                                                         | 1                                                            |
| 9                                                            | 33                                                           | 3 de septiembre de 2017                                      | 1.124                                                        | 7.10                                                         | 3                                                            |
| 10                                                           | 34                                                           | 3 de noviembre de 2017                                       | 0.580                                                        | 3.91                                                         | 7                                                            |
| 11                                                           | 35                                                           | 10 de noviembre de 2017                                      | 0.447                                                        | 2.69                                                         | 9                                                            |
| 12                                                           | 36                                                           | 17 de noviembre de 2017                                      | 0.474                                                        | 2.54                                                         | 9                                                            |
|                                                              |                                                              |                                                              |                                                              |                                                              |                                                              |
| Calificaciones de estreno de China Dragon Television (CSM52) |                                                              |                                                              |                                                              |                                                              |                                                              |
| 1                                                            | 37                                                           | 29 de abril de 2018                                          | 1.120                                                        | 4.22                                                         | 2                                                            |
| 2                                                            | 38                                                           | 6 de mayo de 2018                                            | 1.000                                                        | 3.84                                                         | 2                                                            |
| 3                                                            | 39                                                           | 13 de mayo de 2018                                           | 1.269                                                        | 5.41                                                         | 1                                                            |
| 4                                                            | 40                                                           | 20 de mayo de 2018                                           | 1.245                                                        | 6.62                                                         | 1                                                            |
| 5                                                            | 41                                                           | 27 de mayo de 2018                                           | 1.146                                                        | 4.71                                                         | 2                                                            |
| 6                                                            | 42                                                           | 3 de junio de 2018                                           | 1.175                                                        | 4.82                                                         | 2                                                            |
| 7                                                            | 43                                                           | 10 de junio de 2018                                          | 1.197                                                        | 5.19                                                         | 2                                                            |
| 8                                                            | 44                                                           | 17 de junio de 2018                                          | 1.134                                                        | 4.28                                                         | 1                                                            |
| 9                                                            | 45                                                           | 24 de junio de 2018                                          | 1.482                                                        | 5.60                                                         | 1                                                            |
| 10                                                           | 46                                                           | 1 de julio de 2018                                           | 1.800                                                        | 6.68                                                         | 1                                                            |
| 11                                                           | 47                                                           | 8 de julio de 2018                                           | 1.805                                                        | 6.98                                                         | 1                                                            |
| 12                                                           | 48                                                           | 15 de julio de 2018                                          | 1.484                                                        | 5.56                                                         | 1                                                            |
|                                                              |                                                              |                                                              |                                                              |                                                              |                                                              |
| Calificaciones de estreno de China Dragon Television         |                                                              |                                                              |                                                              |                                                              |                                                              |
| 1                                                            | 49                                                           | 12 de mayo de 2019                                           | -                                                            | -                                                            | -                                                            |
| 2                                                            | 50                                                           | 19 de mayo de 2019                                           | -                                                            | -                                                            | -                                                            |
| 3                                                            | 51                                                           | 26 de mayo de 2019                                           | -                                                            | -                                                            | -                                                            |

## Música
El tema de apertura del programa es "A Man's Job" (男人的事) el cual es interpretado por todos los miembros del elenco.
El programa también cuenta con el apoyo del compositor Peng Fei.

## Premios y nominaciones
| Año  | Categoría                     | Premio                                   | Nominado | Resultado |
| ---- | ----------------------------- | ---------------------------------------- | -------- | --------- |
| 2016 | Weibo Special Marketing Award | 2016ENAward                              | -        | Ganó      |
| 2015 | Best Variety Show in Asia     | Asian Influence Awards Oriental Ceremony | -        | Ganó      |

## Producción
El programa es dirigido por Yan Min y Ren Jing, y cuenta con los productores ejecutivos Li Yong, Zhu Tao y Bao Xiaoqun.
La primera temporada del programa fue desarrollada por Yuan Lei, mientras que la segunda temporada estuvo a cargo de Bao Xiaoqun y Xia Chen'an.

### Concierto para caridad
| 10 de julio de 2016 | China | Zhang Yixing, JJ Lin, Harlem Yu, Phoenix Legend y Jolin Tsai |

### Recepción
Desde su inicio el programa ha sido un éxito comercial y con los críticos, donde los presentadores han sido elogiados por "romper las reglas" de los programas de variedades habituales y por mezclarse con personas no famosas mientras estás realizan sus vidas diarias. La primera y segunda temporada promediaron calificaciones de 8.9/10 y 9.1/10 respectivamente en el principal sitio de red social de China, Douban.
El programa ha sido llamado la versión china del popular programa de variedades surcoreano Infinite Challenge, sin embargo dicha comparación con el programa ha ocasionado algunas controversias.